# Dionis Bubani
Dionis Bubani (* 18. September 1926 in Bukarest; † 10. Februar 2006 in Tirana) war ein albanischer Schriftsteller. Populär wurde er vor allem durch seine Kinderbücher und humoristische Geschichten.

## Leben
Bubanis Vater war der Publizist Gjergj Bubani, der in Rumänien die albanischsprachige Zeitschrift Kosova herausgab. Dionis Bubani besuchte in seiner Geburtsstadt Bukarest die Schule, ehe er 1940 mit seiner Familie nach Albanien übersiedelte. Sein Vater Gjergj wurde 1944 von den Kommunisten eingesperrt. Der 18-Jährige musste nun den Lebensunterhalt für die Familie verdienen. Er arbeitete in einer Fahrradfabrik, als Zigarettenverkäufer und Kellner. Später fand er eine Anstellung als Schreibkraft im albanischen Außenministerium. Ab 1946 veröffentlichte er Kurzgeschichten und Artikel in der Satire-Zeitschrift Hosteni. Bubani studierte Ende der 1950er-Jahre Sprachwissenschaft in Tirana und gehörte somit zur ersten Studentengeneration der eben eröffneten Universität Tirana. Danach war er als Redakteur des Hosteni, als Übersetzer, als Autor humoristischer Geschichten und von Kinderbüchern tätig.

## Werke

### Bücher
- Aventurat e Çapaçulit nëpër vend e botë. (Die Abenteuer von Çapaçuli), Buchreihe
- Dardha e ka bishtin prap. (Die Birne hat hinten ihren Stiel)
- Yjet nuk shihen kurrë. (Die Sterne sieht man nie)
- Çështje personale. (Persönliche Angelegenheiten)
- Pazar i mbarë. (Gutes Geschäft)
- Ujku te dentisti. (Der Wolf beim Zahnarzt)
- Plumba dhe cianur. (Das Geschoss und die Blausäure)
- Një aventurë në Tiranë. (Ein Abenteuer in Tirana)
- Papagalli në doganë. (Der Papagei am Zoll)
- Vejusha gazmore. (Die lustige Witwe)
- Urgjent, sekret dhe rezervat. (Dringlichkeit, Geheimnis und Vorrat)
- Biçikleta me tri rrota. (Das Fahrrad mit drei Rädern)
- Shakatë tragjike të jetës sime. (Die tragischen Witze meines Lebens), autobiographische Erinnerungen

### Theaterstücke
- Armiku i grave. (Der Feind der Frauen)
- Bileta e llotarisë. (Der Lottoschein)
- Kandidati i shkencave. (Der Doktorand)
- Zarf i hapur. (Ein offener Umschlag)